# Superstar (programma televisivo 1980)
Superstar è stato un programma televisivo italiano, trasmesso dalla Rete 2 nell'estate del 1980, per sette puntate, a partire da giovedì 24  luglio alle 21:45.

## Il programma
Registrato al Piper, storico locale romano, il programma ospitava ogni settimana gruppi ed interpreti musicali che si esibivano in un finto live (ovvero con riprese live ma con la sovrapposizione del playback).
Il programma vedeva la partecipazione fissa dei New Trolls, che incisero anche la sigla Musica.